# After Love
After Love (Después del amor, en España) es una película dramática británica de 2020 dirigida y escrita por Aleem Khan en su debut como director en un largometraje. La película está protagonizada por Joanna Scanlan como Mary Hussain, una viuda que descubre la familia secreta de su difunto marido.

## Reparto
- Joanna Scanlan como Mary Hussain
- Nathalie Richard como Genevieve
- Talid Ariss como Solomon
- Nasser Memarzia como Ahmed
- Sudha Bhuchar como Farzanna
- Nisha Chadha como Mina

## Estreno
La película se estrenó en el Festival Internacional de Cine de Toronto de 2020 durante el programa Industry Selects, un programa de mercado cinematográfico para películas que buscan distribución comercial. A lo largo de 2020, After Love se proyectó en el BFI London Film Festival, Rome Film Festival, y Tokyo International Film Festival. La película se estrenó en cines en el Reino Unido el 4 de junio de 2021.

## Premios y nominaciones
| Premio                          | Fecha                  | Categoría                                             | Nominados                          | Resultado | Ref.        |
| ------------------------------- | ---------------------- | ----------------------------------------------------- | ---------------------------------- | --------- | ----------- |
| British Independent Film Awards | 5 de diciembre de 2021 | Mejor película independiente británica                | Aleem Khan y Matthieu de Braconier | Ganadores | [ 7 ] [ 8 ] |
| British Independent Film Awards | 5 de diciembre de 2021 | Mejor director                                        | Aleem Khan                         | Ganador   | [ 7 ] [ 8 ] |
| British Independent Film Awards | 5 de diciembre de 2021 | Mejor actriz                                          | Joanna Scanlan                     | Ganadora  | [ 7 ] [ 8 ] |
| British Independent Film Awards | 5 de diciembre de 2021 | Mejor actor de reparto                                | Talid Ariss                        | Ganador   | [ 7 ] [ 8 ] |
| British Independent Film Awards | 5 de diciembre de 2021 | Mejor actriz de reparto                               | Nathalie Richard                   | Nominada  | [ 7 ] [ 8 ] |
| British Independent Film Awards | 5 de diciembre de 2021 | Mejor guion                                           | Aleem Khan                         | Ganador   | [ 7 ] [ 8 ] |
| British Independent Film Awards | 5 de diciembre de 2021 | Mejor reparto                                         | Baig Shaheen                       | Nominado  | [ 7 ] [ 8 ] |
| British Independent Film Awards | 5 de diciembre de 2021 | Premio Douglas Hickox (Mejor director debutante)      | Aleem Khan                         | Ganador   | [ 7 ] [ 8 ] |
| British Independent Film Awards | 5 de diciembre de 2021 | Mejor guionista debutante                             | Aleem Khan                         | Nominado  | [ 7 ] [ 8 ] |
| Premios BAFTA                   | 13 de marzo de 2022    | Mejor director                                        | Aleem Khan                         | Nominado  | [ 9 ]       |
| Premios BAFTA                   | 13 de marzo de 2022    | Mejor actriz                                          | Joanna Scanlan                     | Ganadora  | [ 9 ]       |
| Premios BAFTA                   | 13 de marzo de 2022    | Mejor película británica                              | Aleem Khan y Matthieu de Braconier | Nominados | [ 9 ]       |
| Premios BAFTA                   | 13 de marzo de 2022    | Mejor director, guionista o productor británico novel | Aleem Khan                         | Nominado  | [ 9 ]       |